# Jean-Marie Poiré

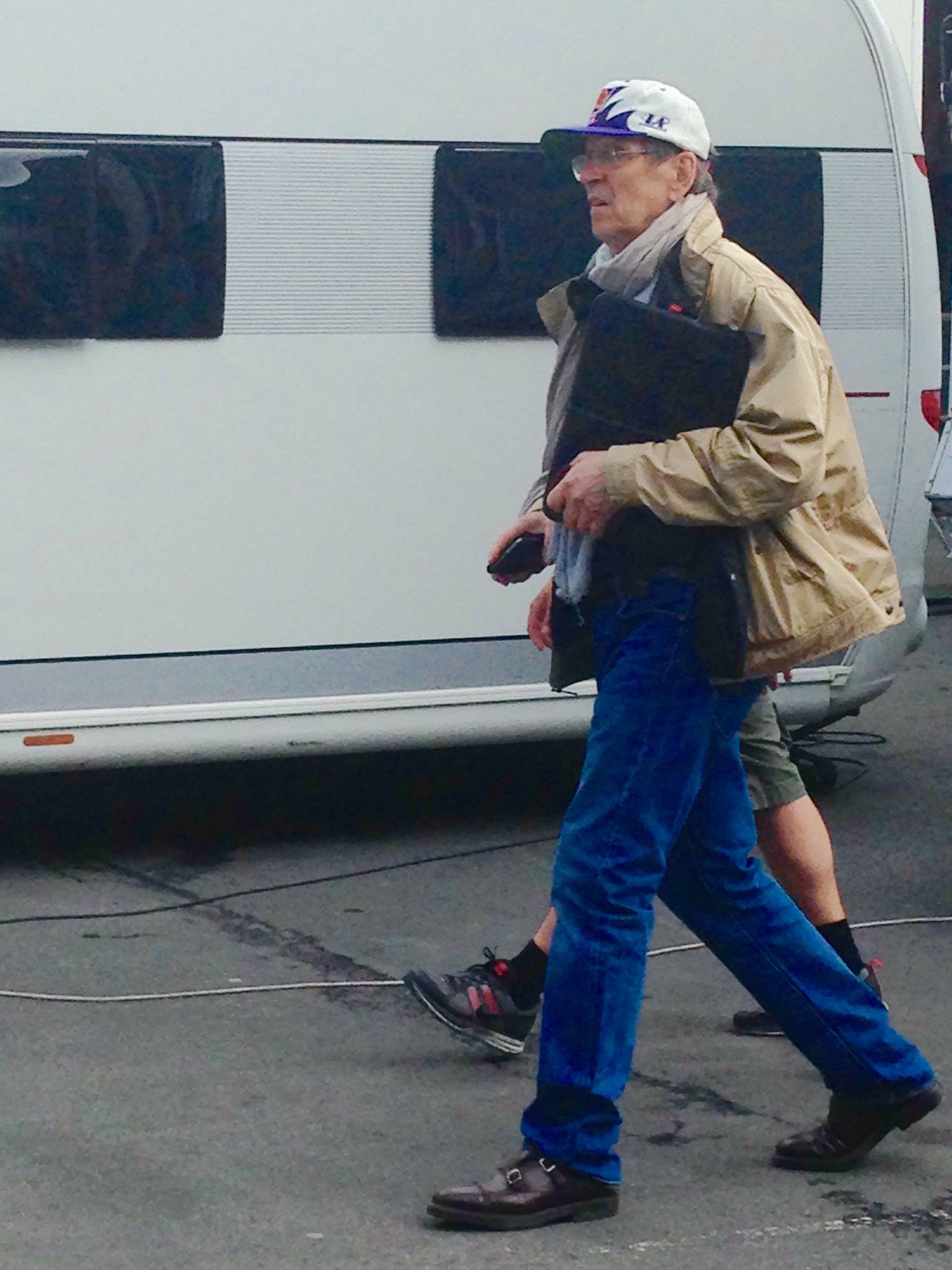
Jean-Marie Poiré im Sommer 2015 bei den Dreharbeiten zu Die Besucher: Sturm auf die Bastille

Jean-Marie Poiré (* 10. April 1945 in Paris) ist ein französischer Filmregisseur, Drehbuchautor und Filmproduzent. Spezialisiert auf Komödien, war er als Regisseur und Autor unter anderem verantwortlich für den Erfolgsfilm Die Besucher (1993).

## Leben
Poiré ist der Sohn des Filmproduzenten Alain Poiré. Er begann seine Karriere beim Film als Assistenzregisseur von Claude Autant-Lara für den französischen Film Une femme en blanc se révolte und für Édouard Molinaro für den Film Oscar. Seine Anfänge als Drehbuchautor hatte er in mehreren Filmen von Michel Audiard.
Seine ersten eigenen Regiearbeiten waren Les petits câlins (1978), Retour en force (1980) und Les hommes préfèrent les grosses (1981). Im Jahr 1982 setzte er die Komödie der Theatertruppe Le Splendid Da graust sich ja der Weihnachtsmann als Film um, welcher heute als Kultfilm gilt. Auch sein nächster Film mit dem Ensemble des Splendids, Papy fait de la Résistance aus dem Jahr 1983, wurde ein Erfolg.
Nach den Komödien Twist Again in Moskau (1986) und Operation Corned Beef (1991) kam im Jahr 1993 der Film Die Besucher heraus, im Original Les Visiteurs. Der Film mit Jean Reno und Christian Clavier als Zeitreisende aus dem Mittelalter, wurde zu einem der größten Publikumserfolge des französischen Kinos. Er zog drei Fortsetzungen nach sich: Die Zeitritter – Auf der Suche nach dem heiligen Zahn im Jahr 1998, Just Visiting im Jahr 2001, und im Jahr 2016 Die Besucher: Sturm auf die Bastille.
Ein weiterer Film von Jean-Marie Poiré ist Die Schutzengel aus dem Jahr 1995, mit Gérard Depardieu und Christian Clavier.

## Filmografie als Regisseur
- 1978: Les petits câlins
- 1980: Retour en force
- 1981: Les hommes préfèrent les grosses
- 1982: Da graust sich ja der Weihnachtsmann (Le Père Noël est une ordure)
- 1983: Papy fait de la Résistance
- 1986: Twist Again in Moskau (Twist again à Moscou)
- 1989: Mes meilleurs copains
- 1991: Operation Corned Beef (L’operation Corned Beef)
- 1993: Die Besucher (Les visiteurs)
- 1995: Die Schutzengel (Les anges gardiens)
- 1996: Panique au Plazza
- 1998: Die Zeitritter – Auf der Suche nach dem heiligen Zahn (Les couloirs du temps: Les visiteurs 2)
- 2001: Just Visiting (Just Visiting/Les visiteurs en Amérique)
- 2002: Ma femme... s'appelle Maurice
- 2016: Die Besucher: Sturm auf die Bastille (Les Visiteurs: La Révolution)